# Oberer Pfarrhof

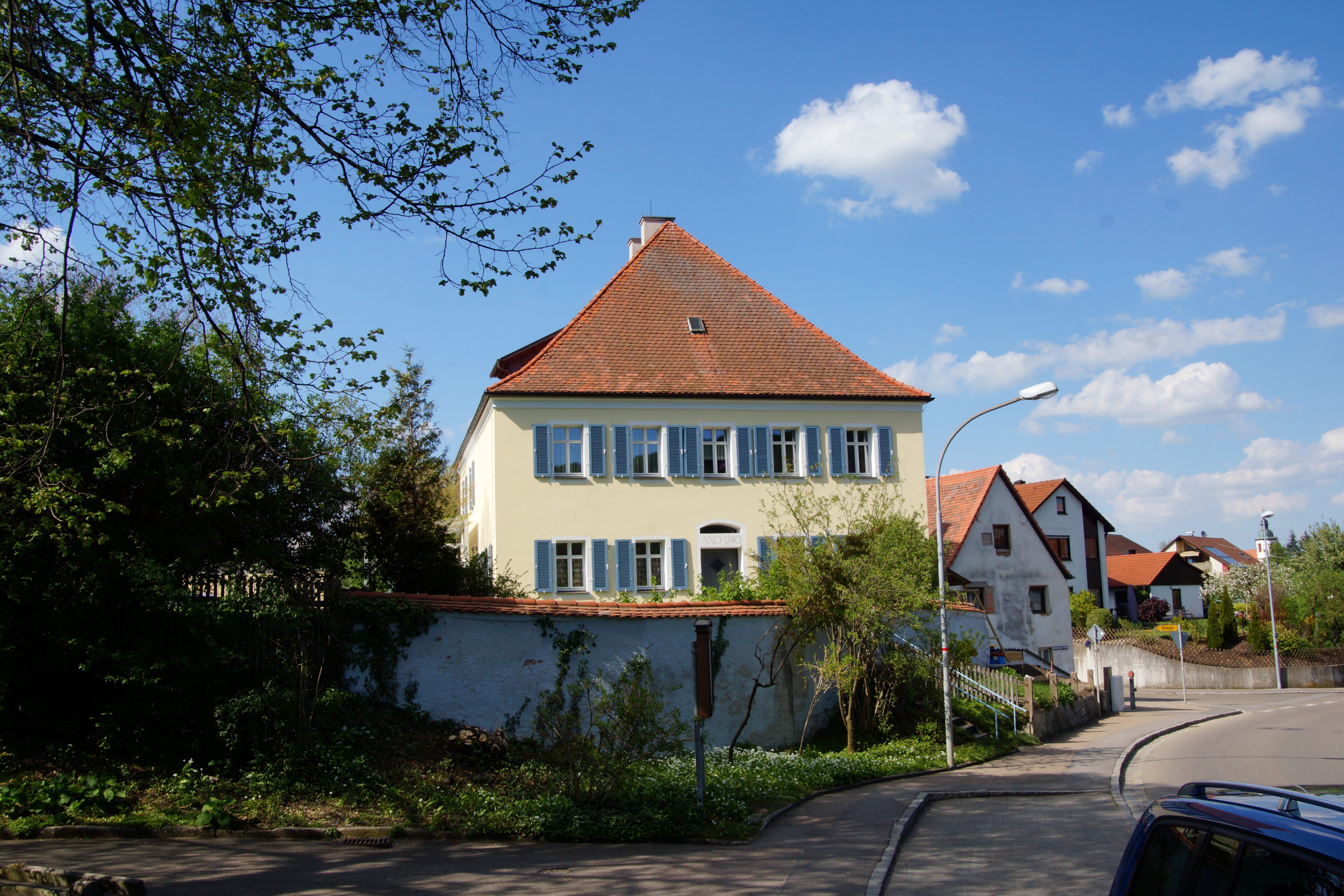
Pfarrhaus in Thalmässing mit Einfriedung des Pfarrhofes

Der Pfarrhof in Thalmässing, eines Marktes im mittelfränkischen Landkreis Roth, wurde im 18. Jahrhundert errichtet. Der Pfarrhof in der Weißenburger Straße 2 ist ein geschütztes Baudenkmal und beherbergt den Pfarrer der oberen Pfarrei St. Michael.
Das zweigeschossige Pfarrhaus ist ein Putzbau mit Walmdach, der mit der Jahreszahl 1740 bezeichnet ist. Das Gebäude besitzt fünf zu drei Fensterachsen und hölzerne Fensterläden.
Der ehemalige Pfarrstadel ist ein erdgeschossiger Putzbau mit Steilsatteldach aus dem 18. Jahrhundert.
Die Einfriedung, eine verputzte Steinmauer aus 18. Jahrhundert, ist erhalten.
In Thalmässing gibt es auch den Unteren Pfarrhof.